# St-Clair-St-Léger (Souppes-sur-Loing)

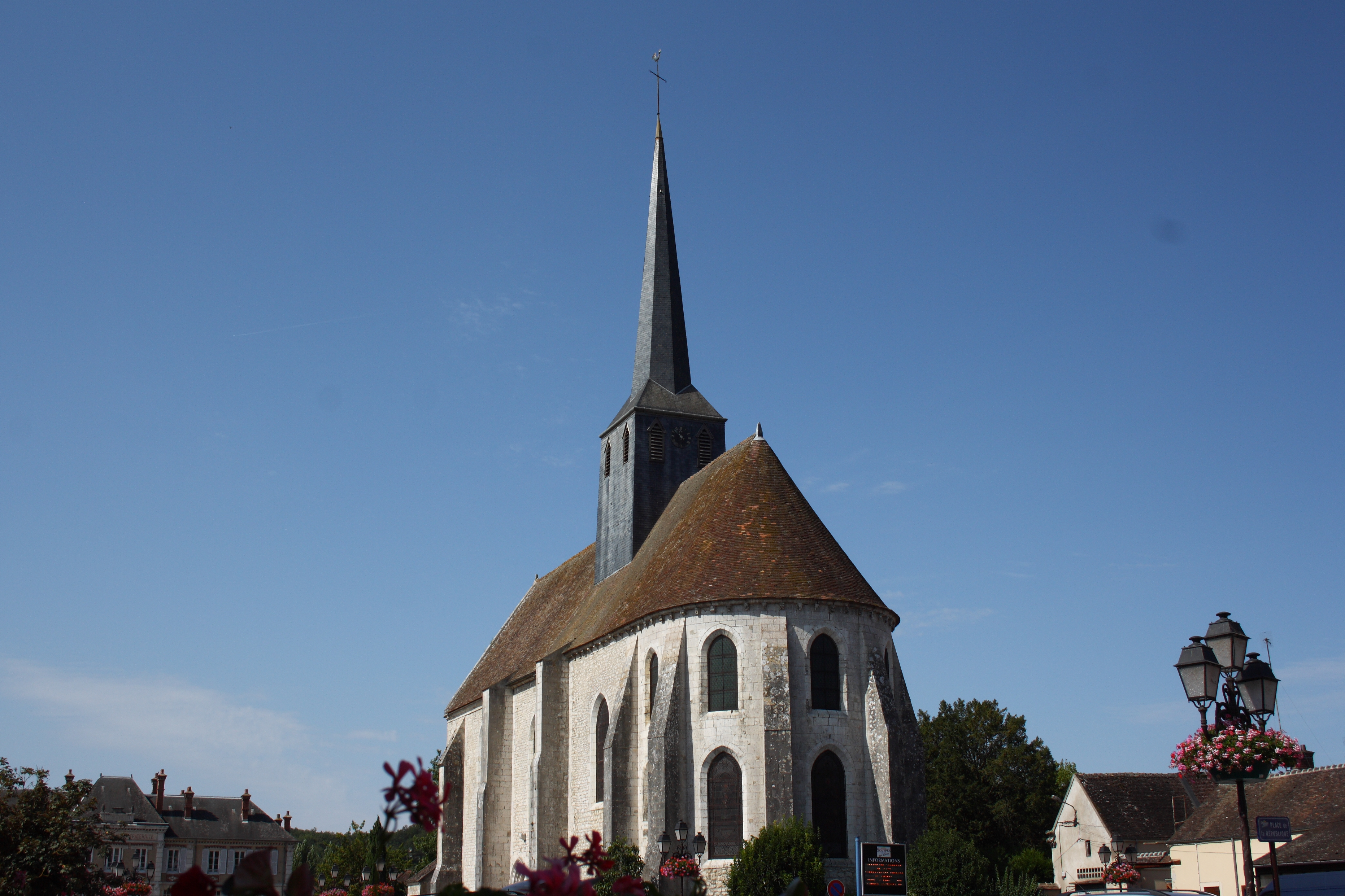
Pfarrkirche Saint-Clair-Saint-Léger

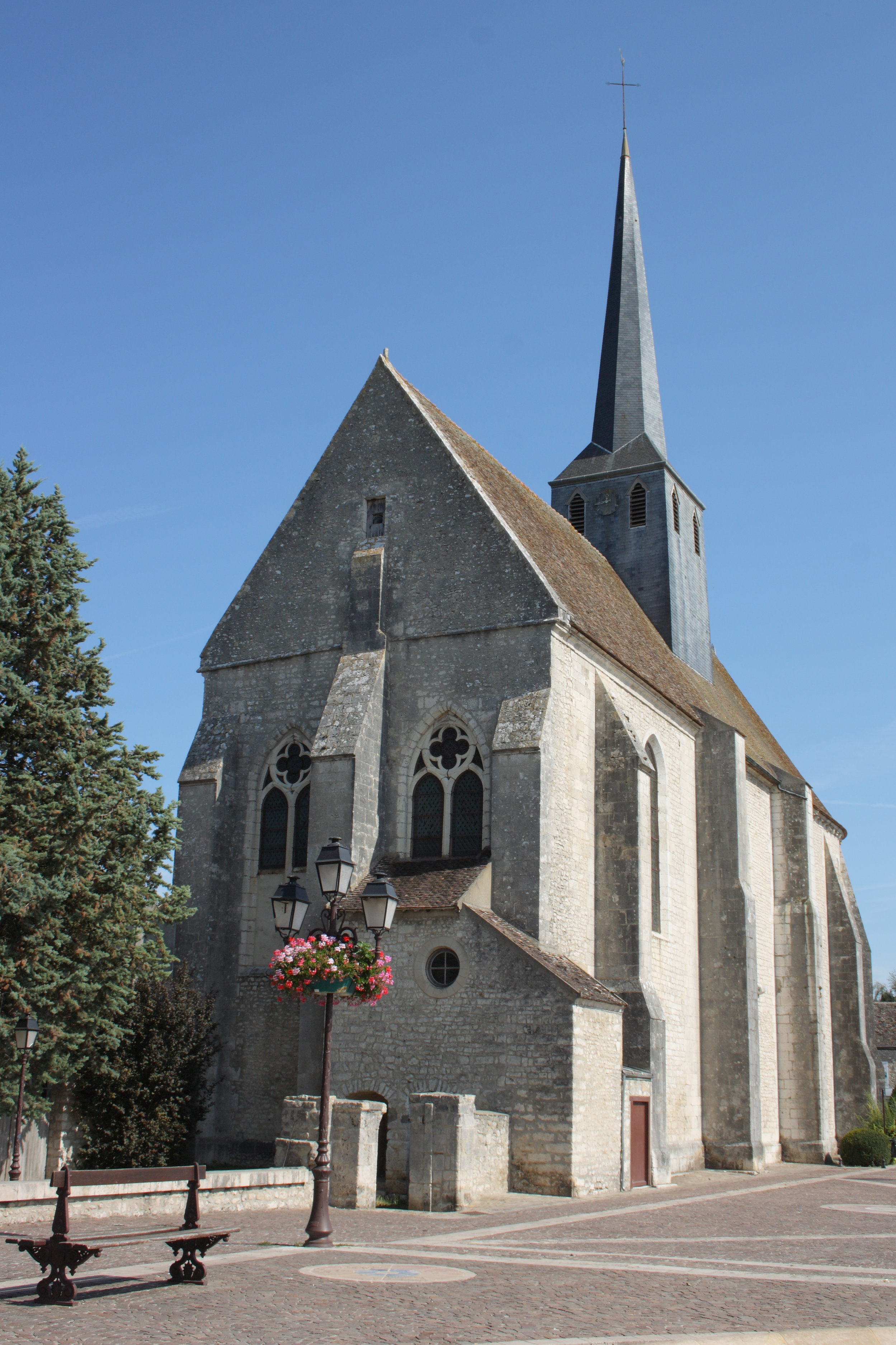
Westfassade

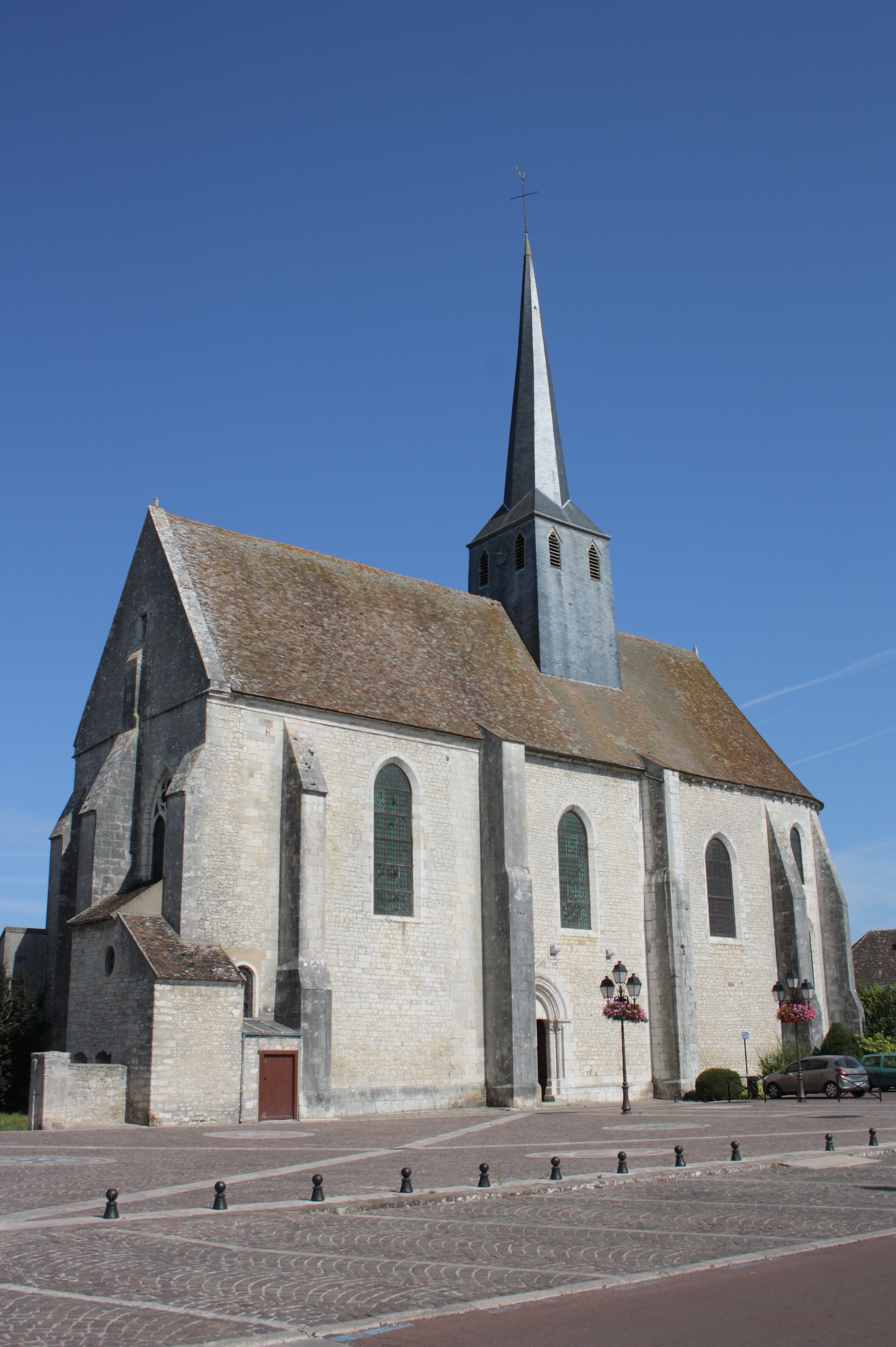
Südseite

Die katholische Pfarrkirche Saint-Clair-Saint-Léger in Souppes-sur-Loing, einer Gemeinde im Département Seine-et-Marne in der französischen Region Île-de-France, wurde im späten 12. Jahrhundert im Stil der frühen Gotik errichtet. Die Kirche besitzt ein Altarretabel aus dem 16. Jahrhundert, das im Jahr 1903 zum Monument historique (Objekt) erklärt wurde. Im Jahr 1908 wurde die Kirche als Monument historique in die Liste der Baudenkmäler (Base Mérimée) in Frankreich aufgenommen.

## Geschichte
Bereits im 11. Jahrhundert wird eine Vorgängerkirche erwähnt, die Maria geweiht war. Auf diese Kirche geht vermutlich das Portal im Westen der Kirche zurück, von dem nur noch drei mit skulptierten Kapitellen ausgestattete Säulen und ihre mit kreisförmigen Ornamenten verzierte Kämpfer erhalten sind. Die Kirche von Souppes gehörte ehemals zu einem Priorat, das der Benediktinerabtei Saint-Florentin in Bonneval im Département Eure-et-Loir unterstand. Das heutige Doppelpatrozinium des heiligen Clarus von Aquitanien (Saint Clair), auch Clarus von Cologne genannt nach der Stadt Cologne im Département Gers, und des heiligen Leodegar von Autun (Saint Léger) ist erst ab 1513 belegt.

## Architektur

### Außenbau
Die Kirche ist aus Kalkstein errichtet, der bei Souppes-sur-Loing abgebaut wird. Dieser Stein ist frostresistent und nimmt mit der Zeit eine weiße Farbe an. Im 19. Jahrhundert versorgten die Steinbrüche von Souppes-sur-Loing und Château-Landon auch die Stadt Paris mit Baumaterial. Der Stein aus Souppes wurde für den Bau der Kirche Sacré-Cœur auf Montmartre, für die Sorbonne und mehrere Pariser Brücken verwendet.

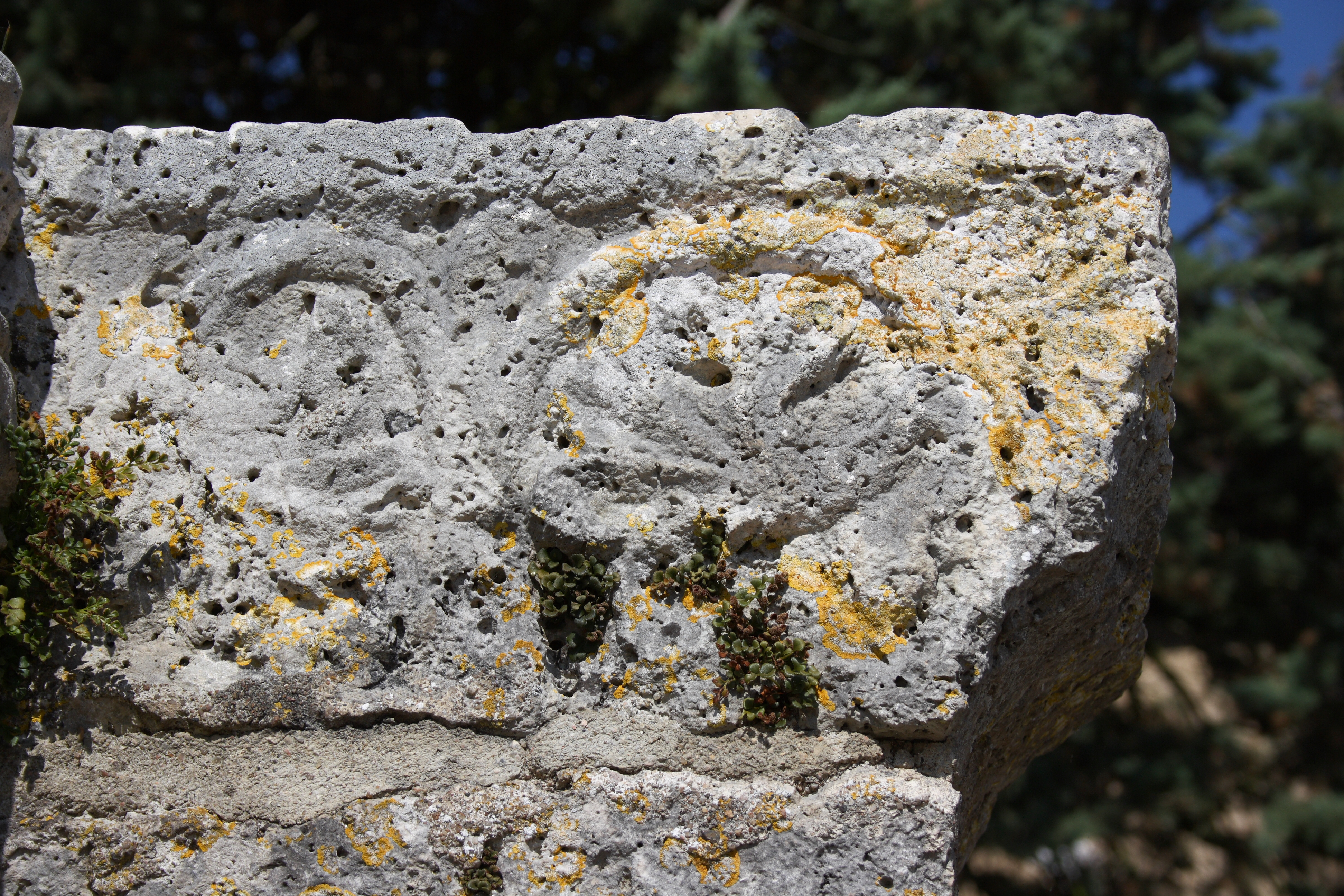
Kämpfer eines Portals aus dem 11./12. Jahrhundert

Die Außenmauern werden von Strebepfeilern gegliedert. Die Strebepfeiler des mittleren Joches sind stärker ausgeprägt und waren als Unterbau eines Glockenturmes vorgesehen, der allerdings nicht ausgeführt wurde. Unter dem Dachansatz der Apsis sind Kragsteine mit skulptierten Köpfen zu erkennen. Die Westfassade wurde in der Mitte des 13. Jahrhunderts neu gestaltet, als das Langhaus verkürzt wurde. Hier befand sich ursprünglich der Zugang zur Kirche von den Klostergebäuden. Dieser Zugang wurde 1896 vermauert. Der mit einem Spitzhelm bekrönte Dachreiter wurde 1876 neu errichtet und 1985 restauriert.

### Südportal
An der Südseite öffnet sich die Kirche zu einem großen Platz, an dessen Stelle sich bis 1843 der Friedhof befand. Das Südportal aus dem letzten Drittel des 12. Jahrhunderts wird von Säulen flankiert, die mit Blattkapitellen verziert sind. Die beiden linken Kapitelle weisen zwei kleine Köpfe auf, einer mit einer Fratze und der andere mit einem menschlichen Gesicht. Das von zugespitzten Archivolten gerahmte Tympanon war ehemals bemalt. Der äußere Bogenlauf ist mit einem Schlingenfries verziert.

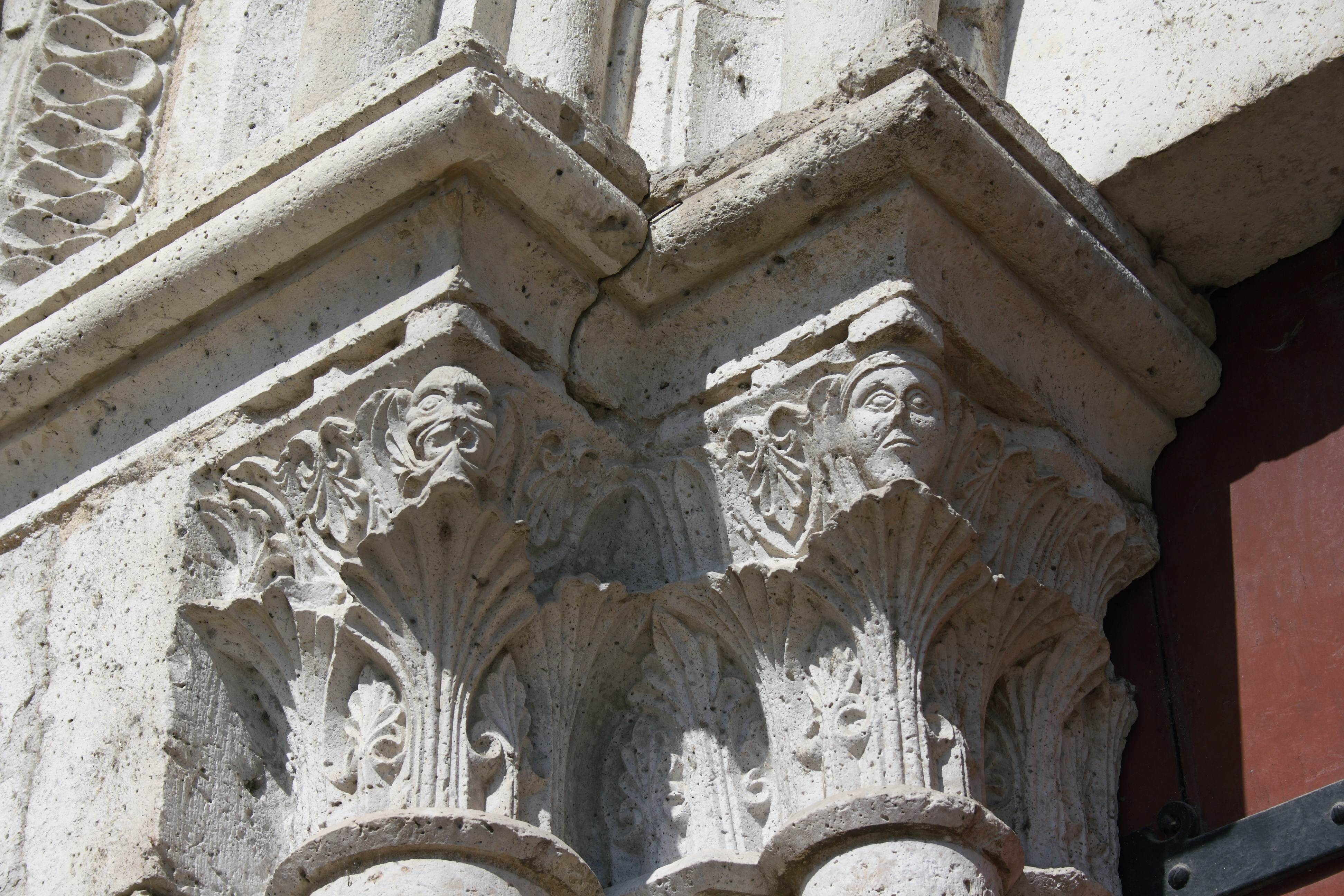
Kapitelle am Südportal
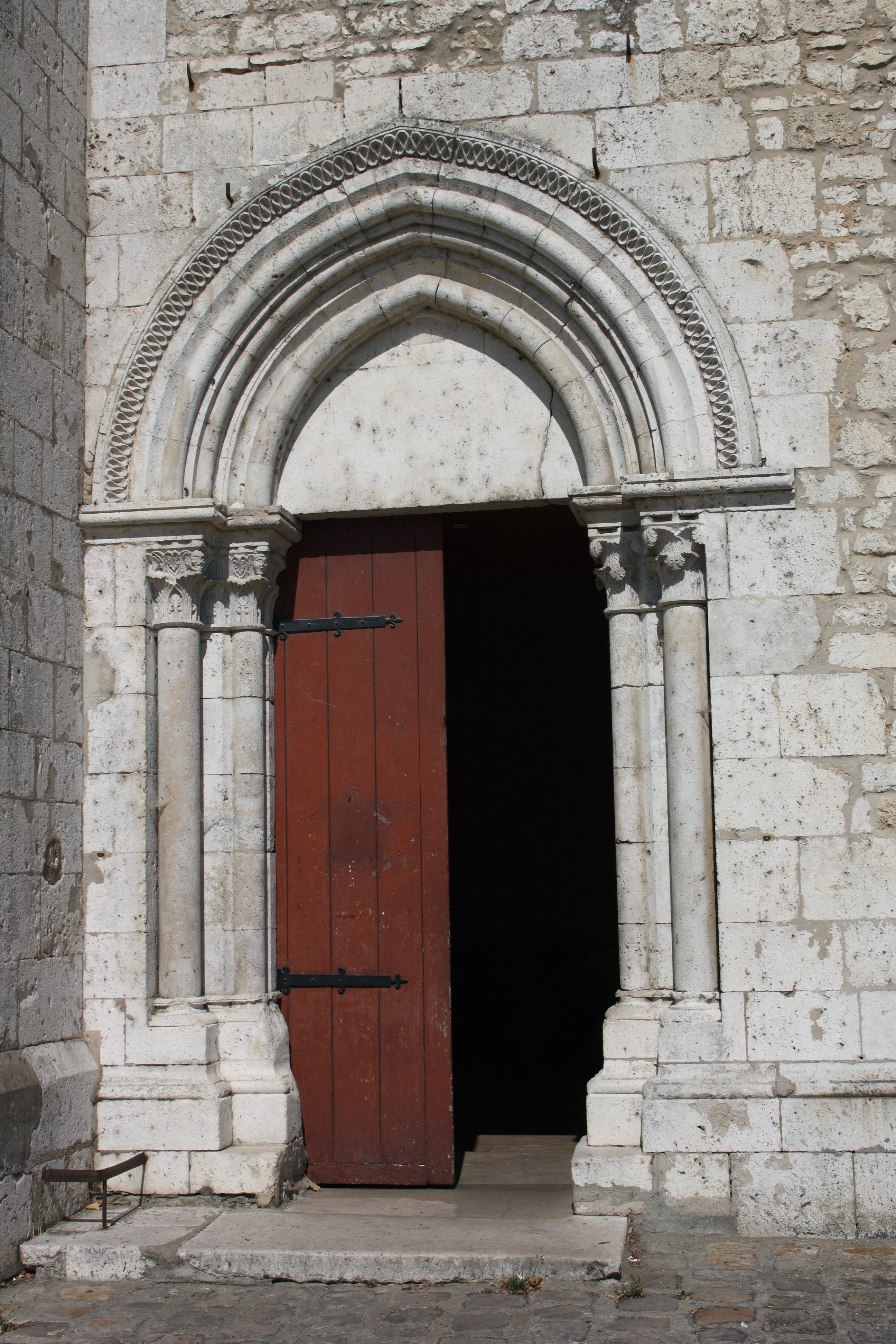
Südportal
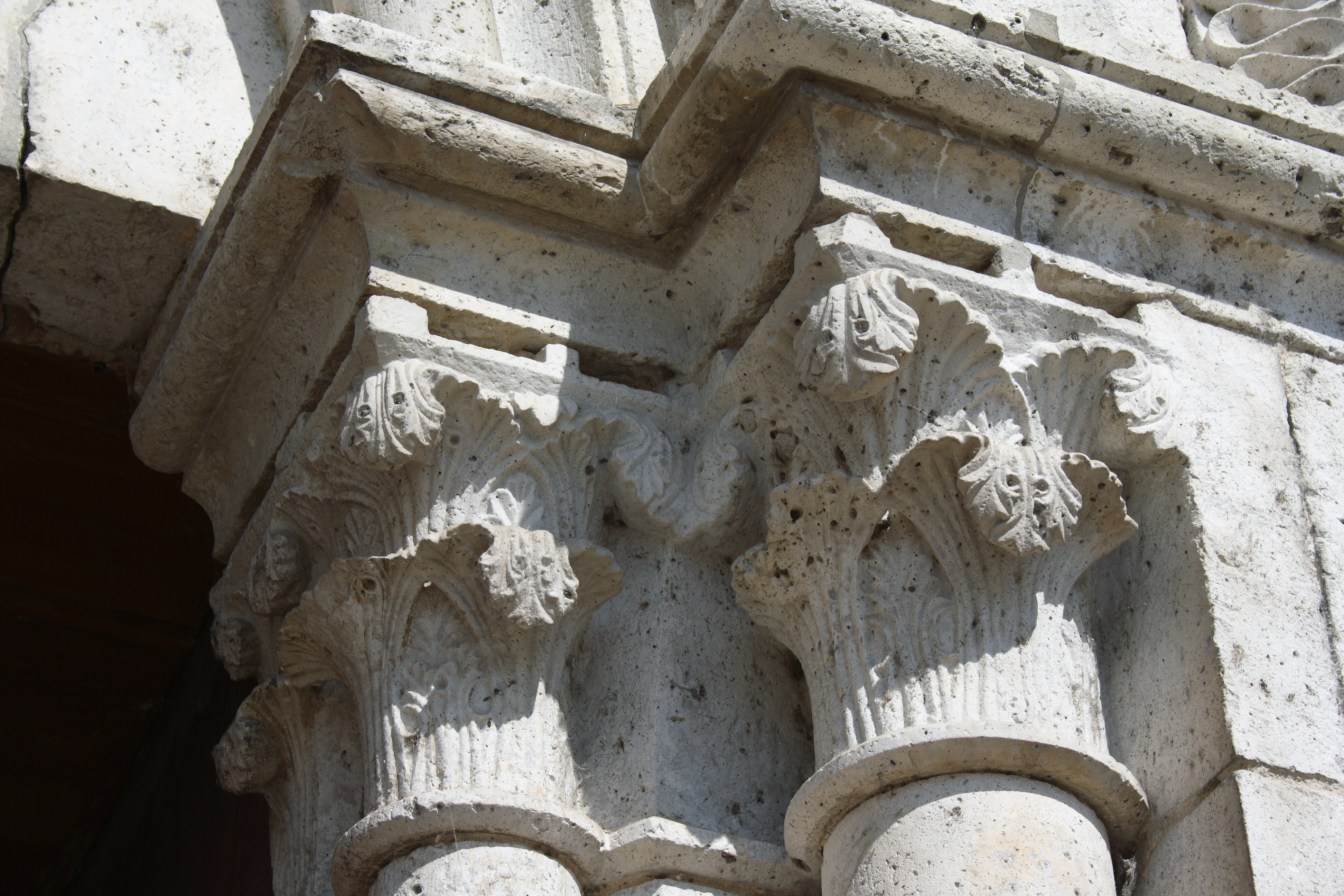
Kapitelle am Südportal

### Innenraum

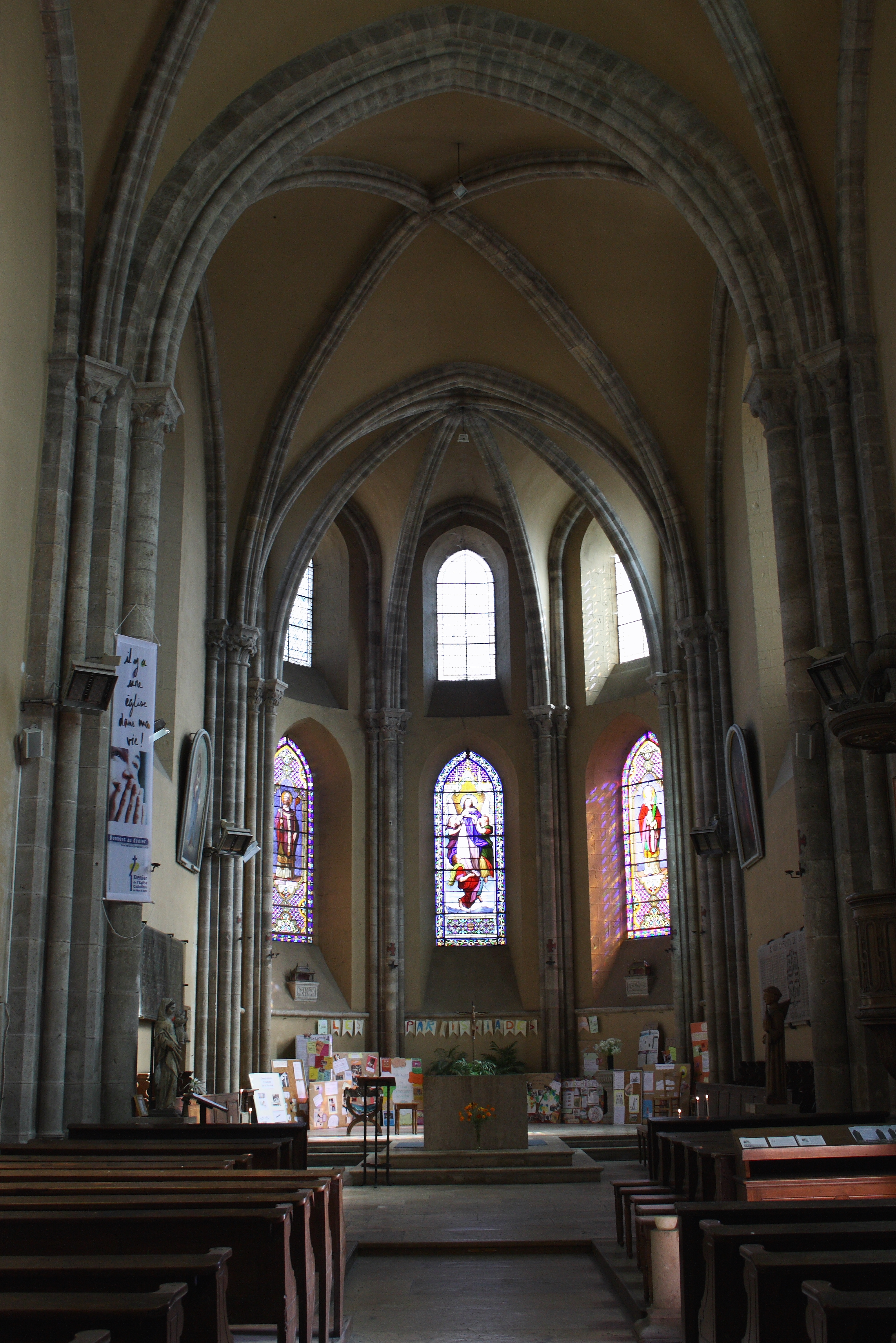
Innenraum mit Blick zum Chor

Das einschiffige Langhaus ist in drei quadratische Joche gegliedert und mit einem Kreuzrippengewölbe gedeckt. Der Chor, der wie das Südportal in das späte 12. Jahrhundert datiert wird, ist halbrund geschlossen. Er wird von sechs spitzbogigen Fenstern beleuchtet, die in zwei Reihen übereinander angeordnet sind.
Die Säulen des mittleren Joches, das zu Beginn des 13. Jahrhunderts errichtet wurde, sind mit Knospenkapitellen verziert. Der Schlussstein des westlichen Joches wurde 1717 mit den Wappen des Patronatsherren Bénigne du Trousset d’Héricourt und seiner Gemahlin Marguerite Bouzitat de Courcelle versehen. Im linken Feld ist ein Löwe dargestellt, das rechte Feld weist drei Türme auf, beide Felder sind unter einer Krone vereint.

## Bleiglasfenster
Die Bleiglasfenster im Chor wurden 1894 geschaffen. Die seitlichen Fenster stellen die beiden Schutzpatrone der Kirche, den heiligen Clarus von Aquitanien und den heiligen Leodegar von Autun, dar. Auf dem mittleren Fenster ist die Aufnahme Marias in den Himmel dargestellt.

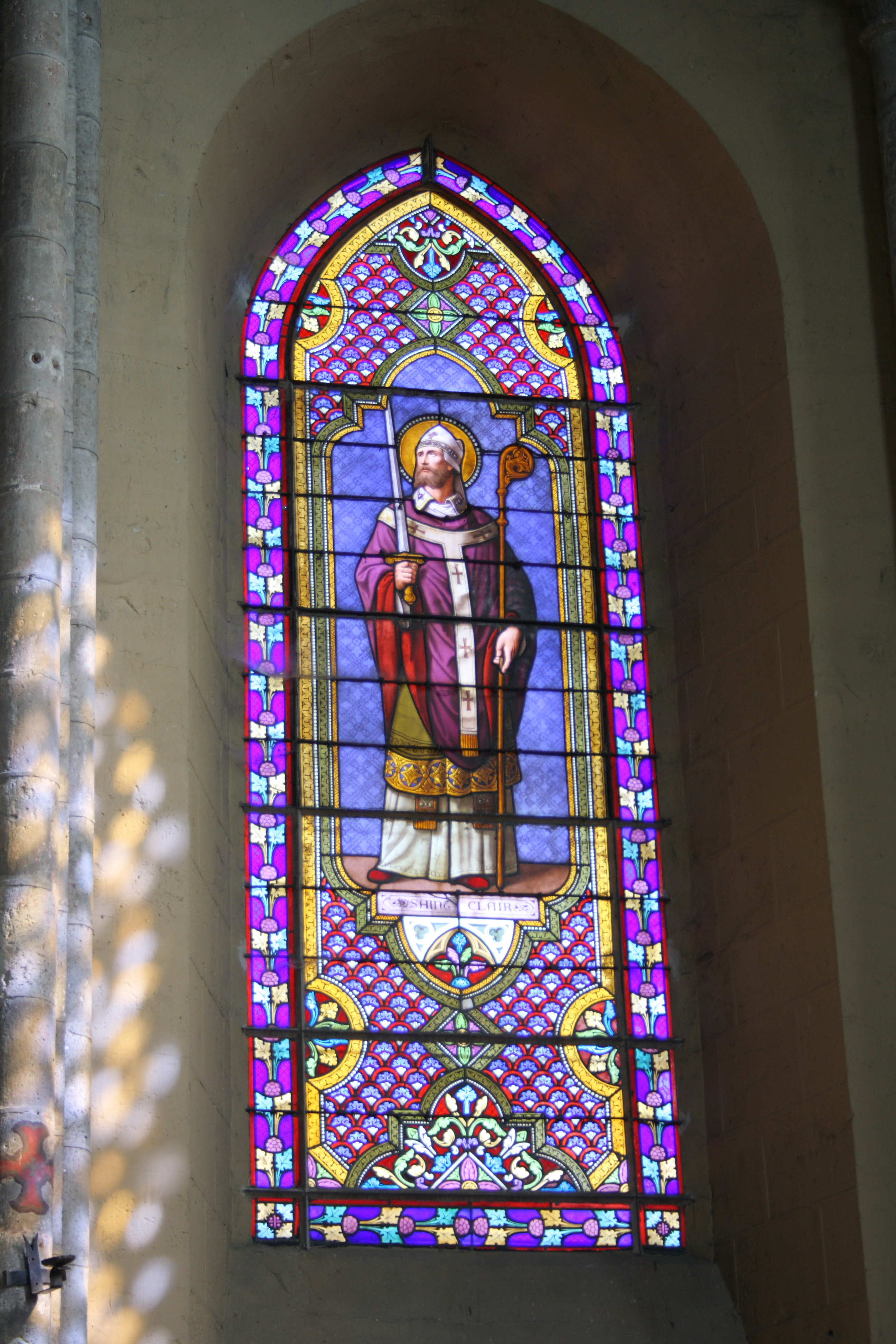
Clarus von Aquitanien
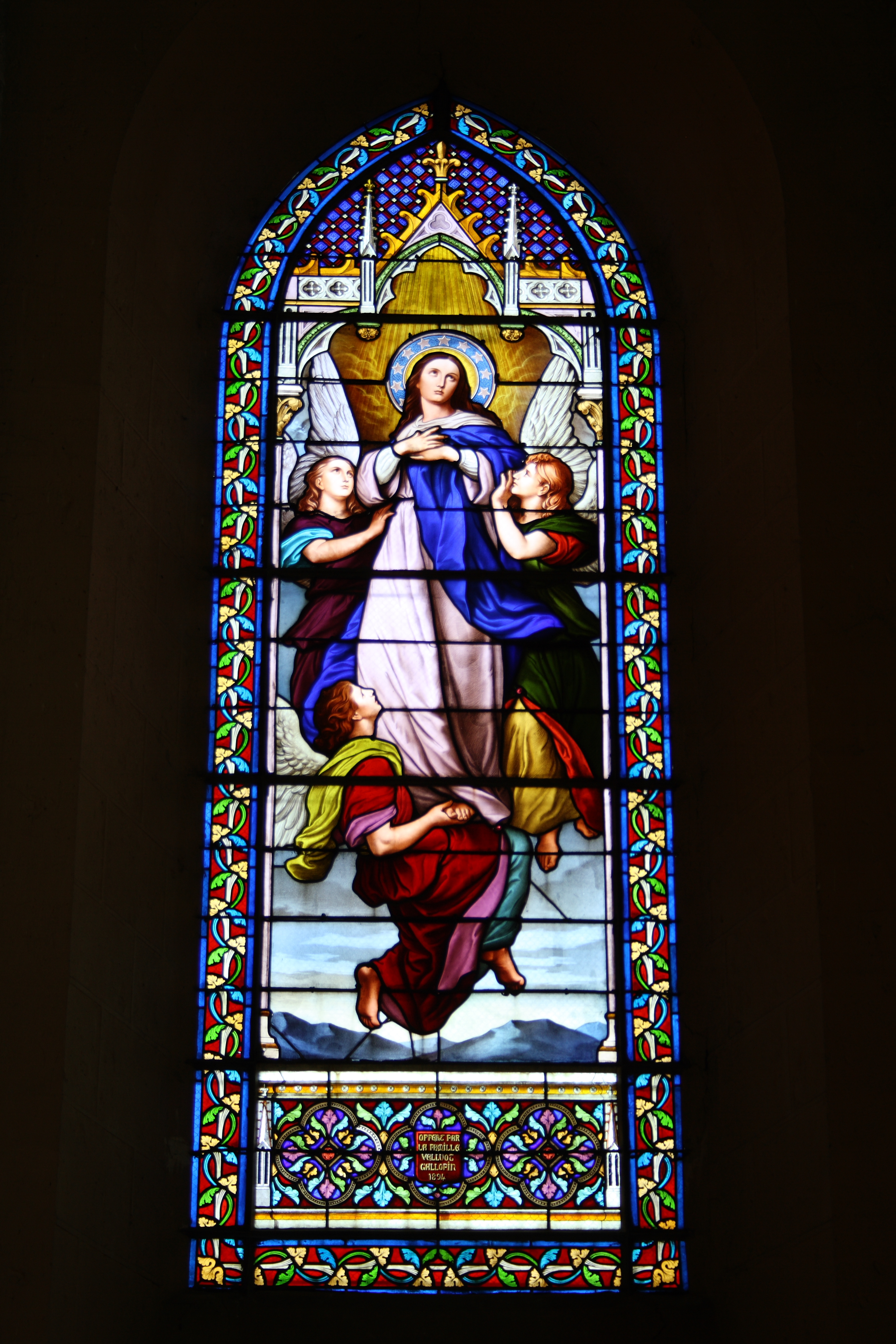
Aufnahme Marias in den Himmel
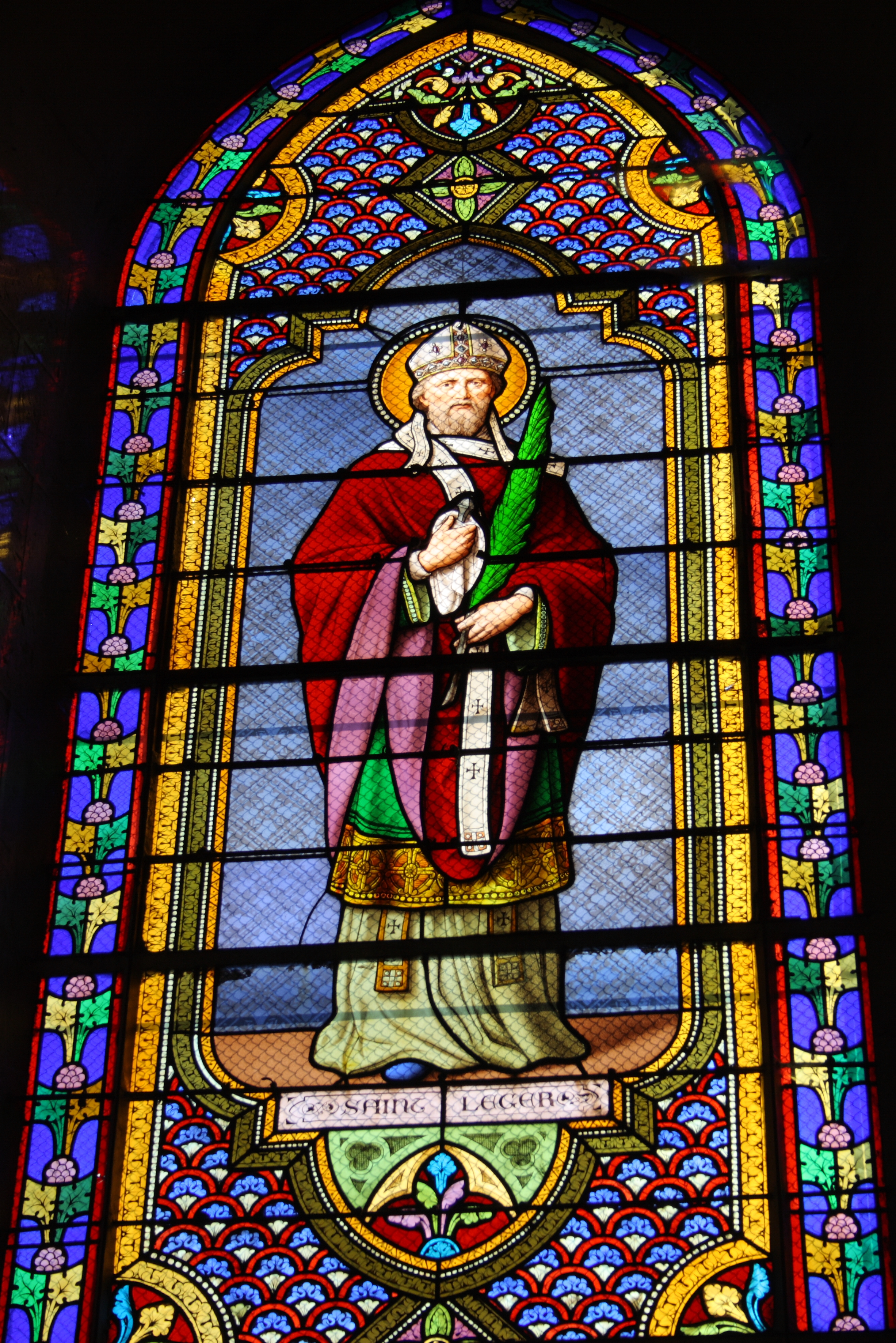
Leodegar von Autun

## Altarretabel

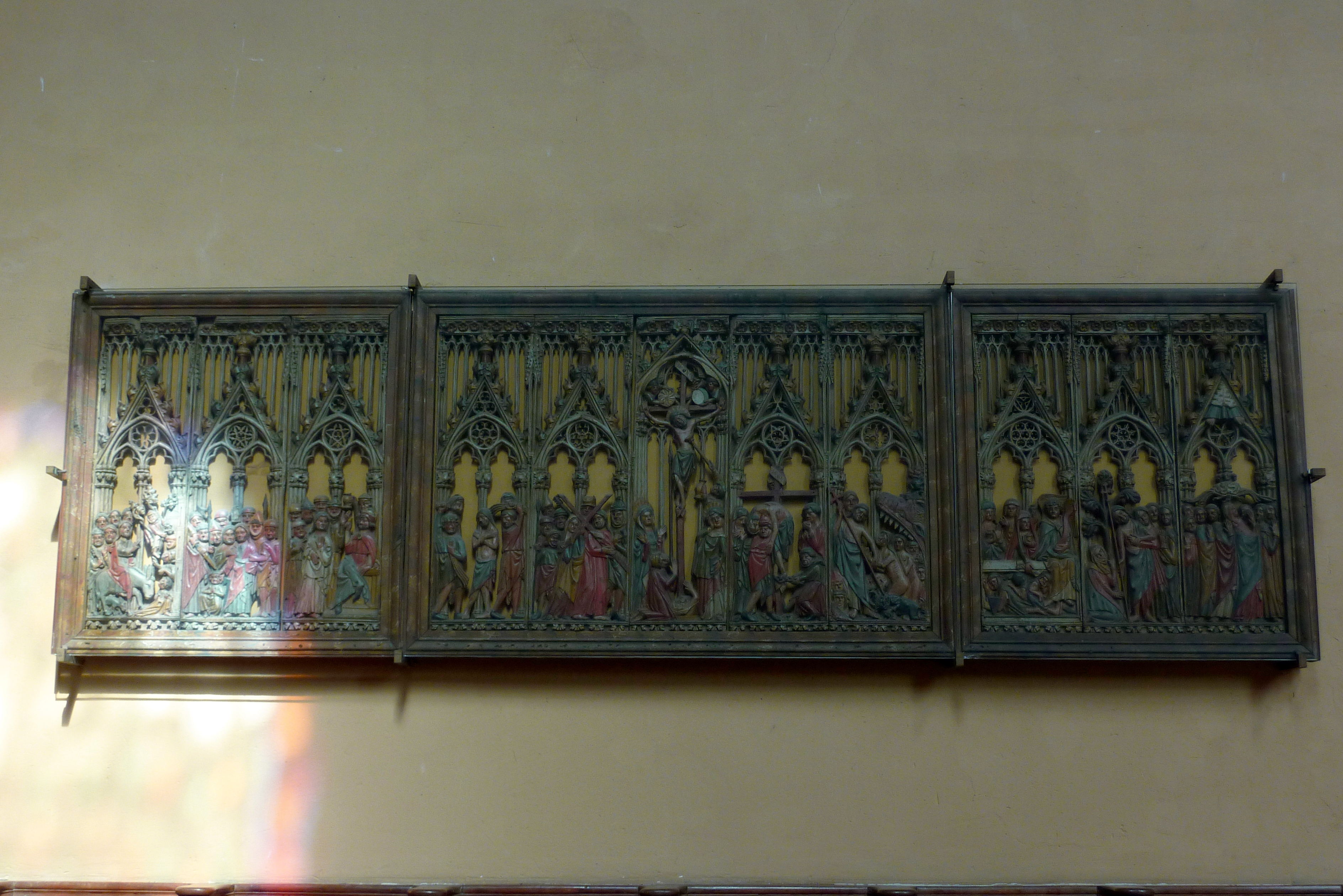
Schnitzaltar mit Szenen der Passion

An der Nordwand des Chores ist ein Schnitzaltar, der vermutlich aus der Zisterzienserabtei Cercanceaux stammt, angebracht. Obwohl er erst nach 1525 angefertigt wurde, wie aus der Untersuchung des Holzes hervorgeht, ist er im Stil gotisch. Vermutlich wurde er nach einem verlorengegangenen Vorbild des 14. Jahrhunderts geschaffen. Der Altar ist aus Eichenholz geschnitzt und besteht aus drei Tafeln, auf denen in elf Szenen die Leidensgeschichte Jesu dargestellt wird. Die Szenen beginnen mit dem Einzug Jesu in Jerusalem. Jesus reitet auf einer Eselin, der Zöllner Zachäus schaut auf einem Baum sitzend zu. Es folgt die Gefangennahme Jesu nach dem Verrat des Judas, während Jesus das Ohr des Malchus wieder anzuheilen versucht, das diesem von Petrus abgeschlagen wurde. In der nächsten Szene steht Jesus vor Pilatus, dem ein Diener einen Krug mit Wasser bringt, mit dem er sich die Hände waschen wird. Die fünf Szenen der mittleren Tafel stellen die Geißelung, die Kreuztragung, die Kreuzabnahme und die Höllenfahrt Jesu dar. Die rechte Tafel zeigt die drei Frauen mit Salbgefäßen am Grab, auf dem ein Engel sitzt und neben dem die schlafenden Wächter liegen. In der mittleren Szene kniet Maria Magdalena zu Füßen Jesu, in dessen Seitenwunde der an der Auferstehung Jesu zweifelnde Apostel Thomas seinen Finger legt. Die äußere Szene ist der Himmelfahrt Jesu gewidmet, von dem nur noch die Füße zu sehen sind, die in den Wolken verschwinden. Maria und die Apostel schauen nach oben, auf ihren Köpfen lassen sich Feuerzungen nieder, die einer Wolke entströmen. Sämtliche Szenen sind von geschnitzten und mit Krabben besetzten gotischen Ziergiebeln mit Dreipassbögen bekrönt.

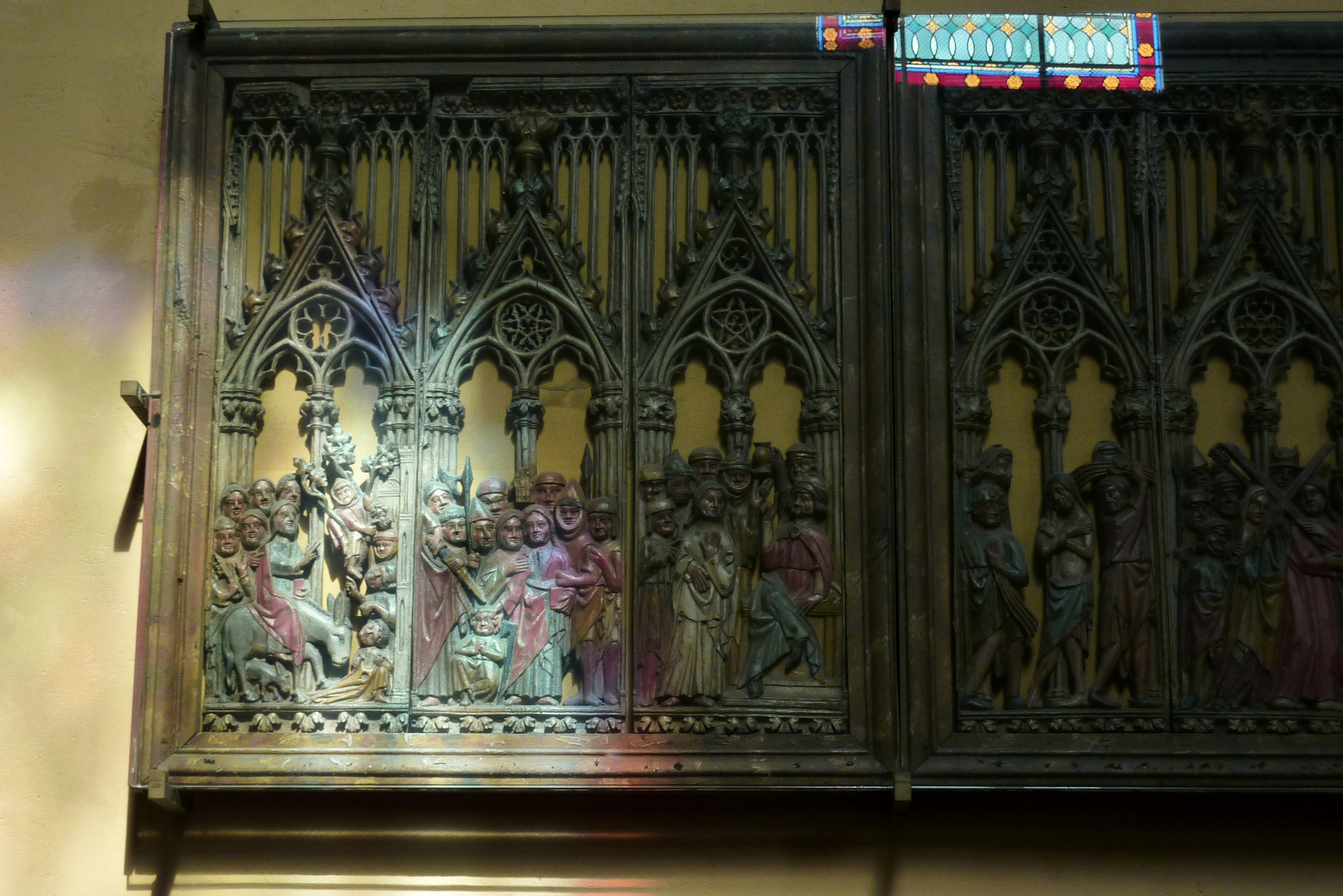
Linke Tafel
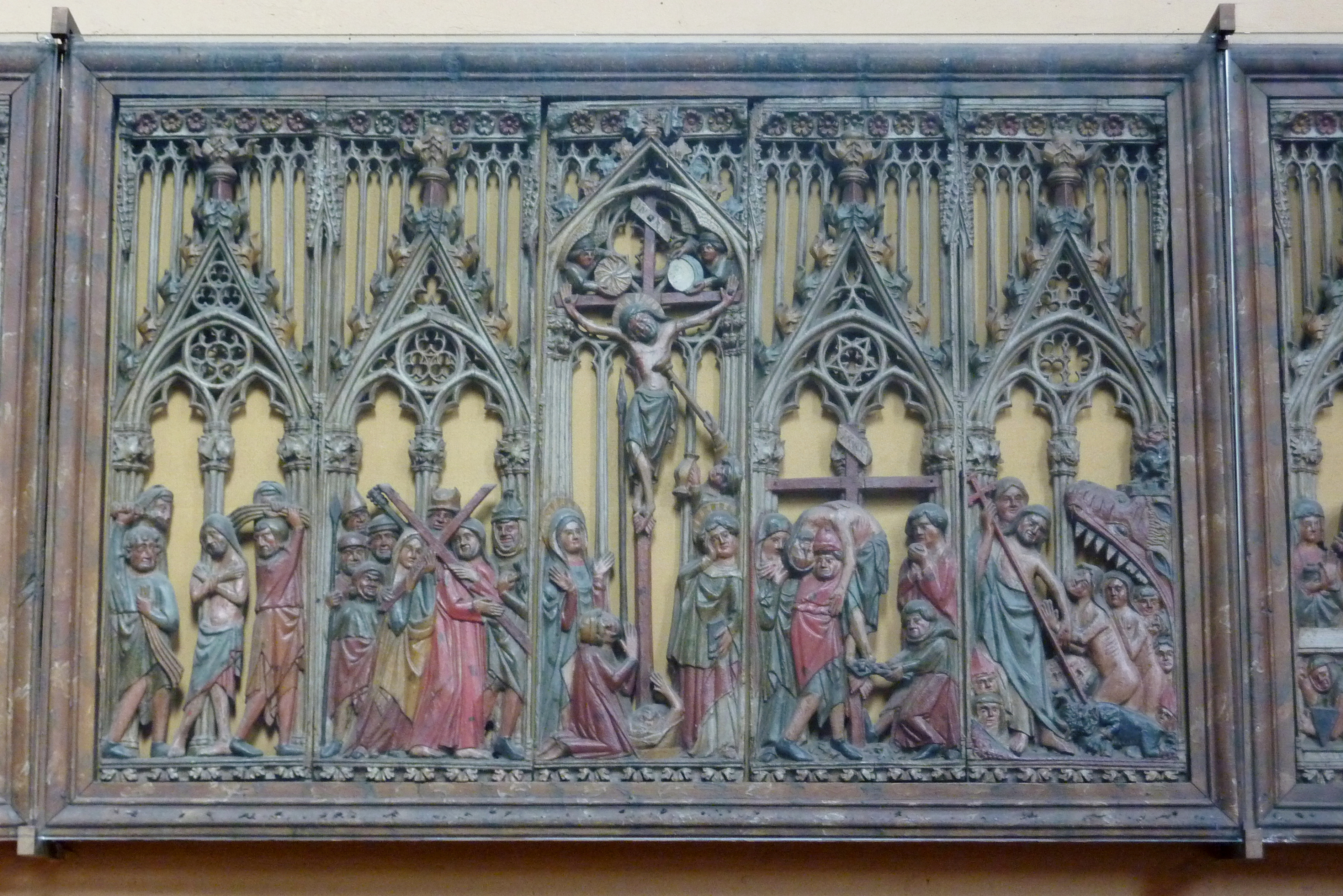
Mittelteil
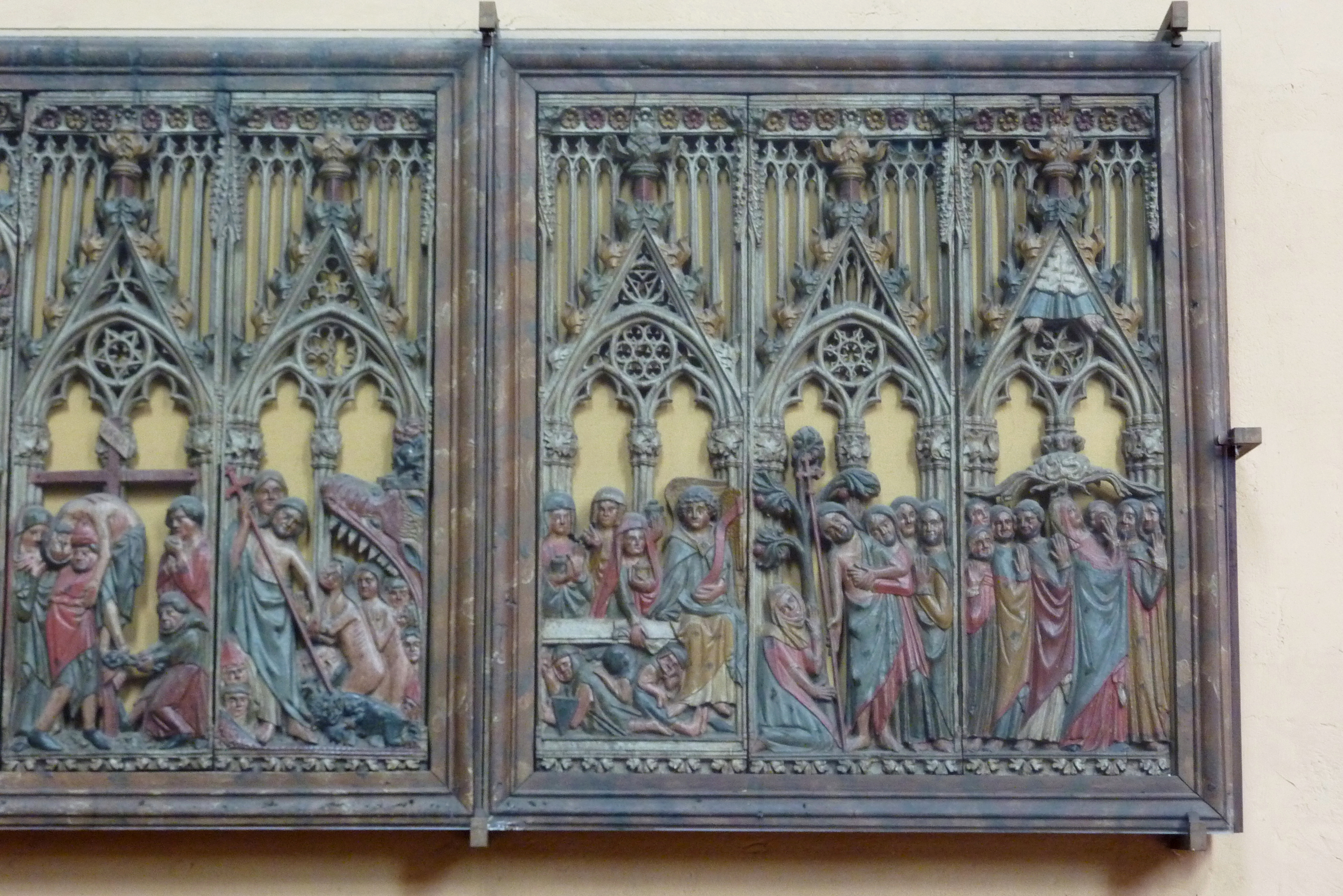
Rechte Tafel

## Weitere Ausstattung
- Die farbig gefasste Steinfigur einer Madonna mit Kind stammt aus dem 16./17. Jahrhundert (Monument historique (Objekt) seit 1977[3]). Sie war im Januar 2007 gestohlen worden und wurde im Februar desselben Jahres wieder aufgefunden.
- Die Christusfigur des hölzernen Kruzifixes wurde im 17. Jahrhundert geschaffen (Monument historique (Objekt) seit 1980[4]). Das Kreuz stammt aus neuerer Zeit.
- Die Schnitzfigur des heiligen Leodegar ist eine Arbeit aus dem 18. Jahrhundert (Monument historique (Objekt) seit 2007[5]).
- Die Kanzel (Monument historique (Objekt) seit 1954[6]) und die Balustrade der Empore stammen aus dem 18. Jahrhundert. Sie befanden sich ursprünglich in der Kirche Notre-Dame von Boulay, die 1791 in die Pfarrei von Souppes-sur-Loing eingegliedert wurde.
- In der Kirche ist ein nicht datiertes Taufbecken erhalten. Die Schale ruht auf einem gewundenen Fuß und ist mit Reliefdarstellungen der Apostel verziert.

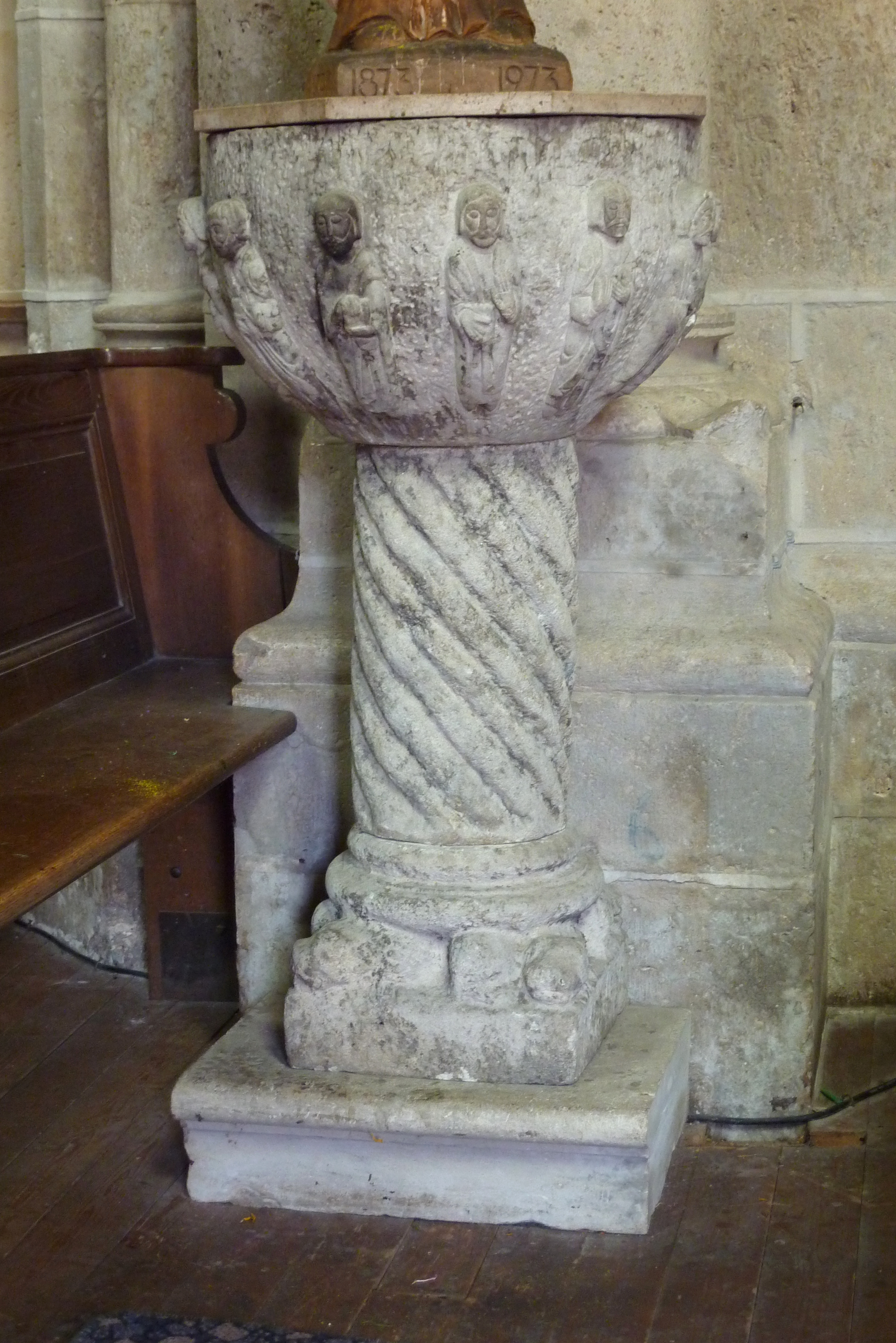
Taufbecken
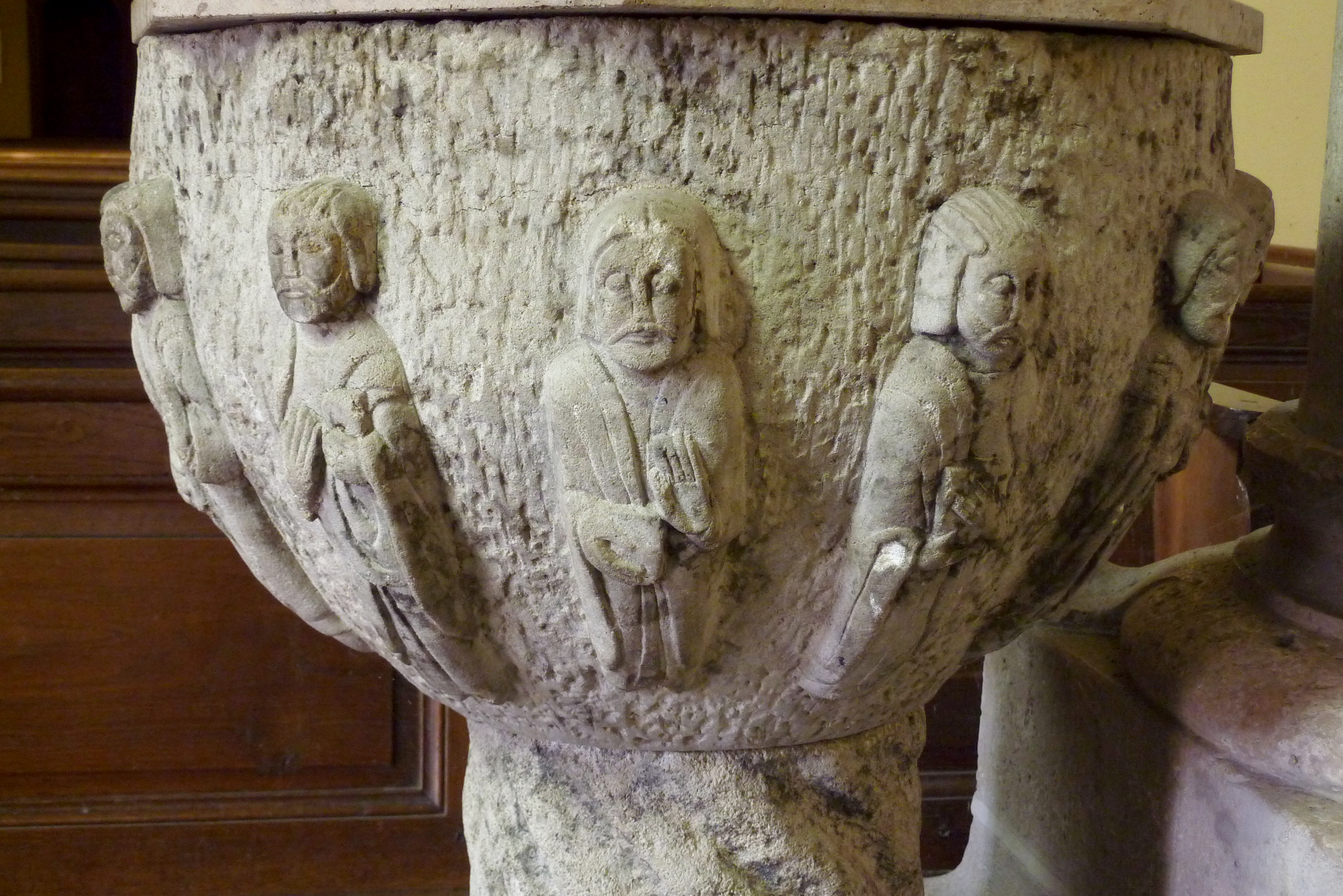
Schale

## Grabsteine

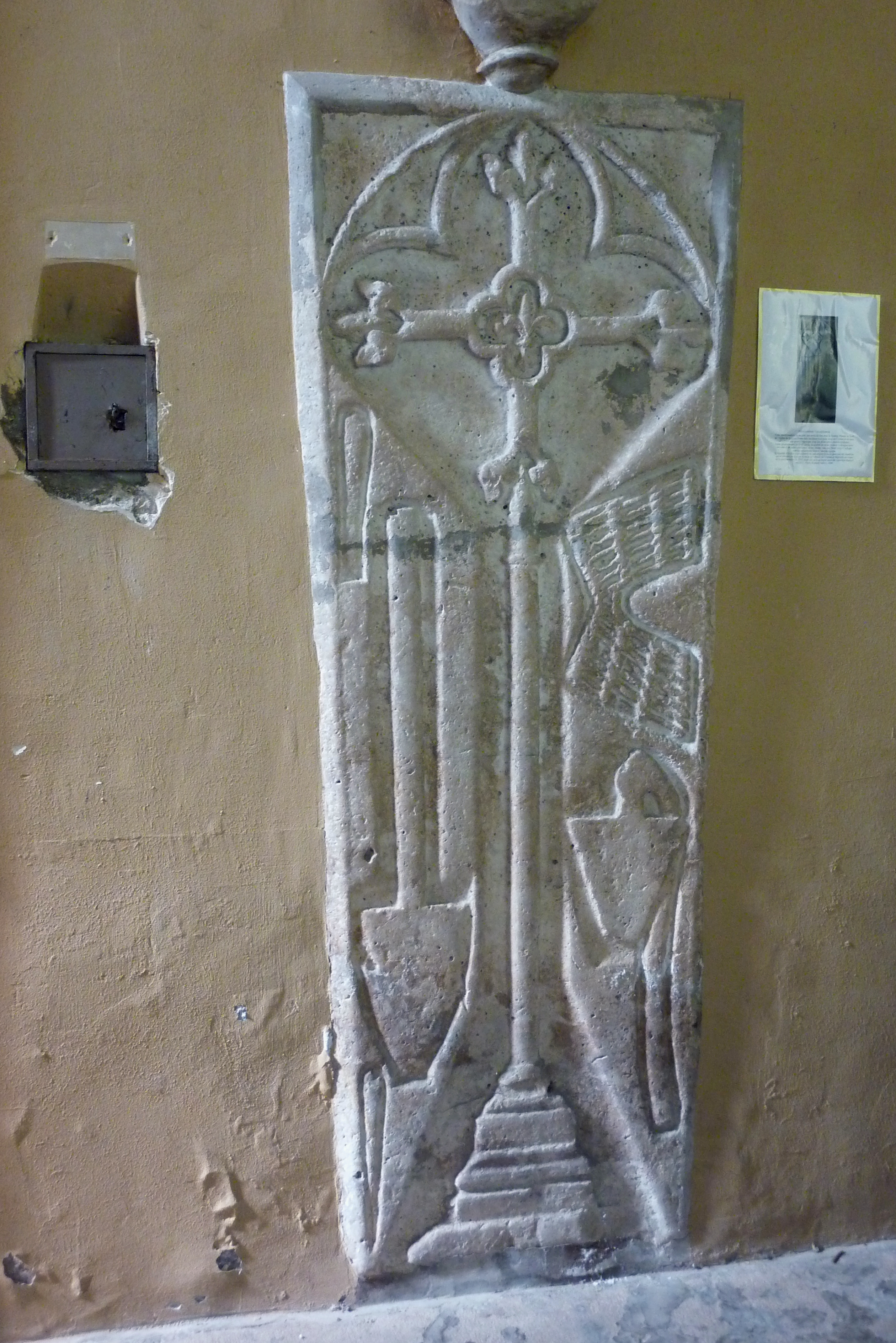
Grabstein eines Bauern

- An der Westwand der Kirche wurden 1896 die Grabplatte von Denise du Boulay (Monument historique (Objekt) seit 1944[7]) aus dem 16. Jahrhundert und die Grabplatte von François Brulart aus dem 17. Jahrhundert aufgestellt. Beide stammen aus dem Priorat von Boulay, das 1567 während der Religionskriege zerstört wurde.
- Ein weiterer Grabstein aus dem 16. Jahrhundert, auf dem landwirtschaftliche Werkzeuge wie eine Hacke, ein Spaten und ein Sieb dargestellt sind, wurde vermutlich für einen reichen Bauern angefertigt (Monument historique (Objekt) seit 1913[8]).